# مستشفى سكيكدة

مستتشفى سكيكدة

مستشفى سكيكدة تاسس بعد اسقلال الجزائر، يقع بجانب فندق السلام، كان يجمع جميع الفروع والأجنحة إلى حين فتح المستشفى الجديد صار مختص في الأمراض الداخلية والأطفال والمعدية.